# Mr. Big (Brittiskt band)
Mr. Big var ett brittiskt poprockband aktivt mellan 1972 och 1978. De var mest kända för låten Romeo, som tog sig till fjärdeplatsen på brittiska hitlistan. 
Bandet bildades 1972 av Jeff Pain (med artistnamnet Dicken). Han och bandets basist Pete Crowther lämnade Mr. Big 1978 och startade bandet Broken Home Mr. Big hade dock en reunion under 1990-talet.